# ハンス・ウルリヒ・フォン・エッゲンベルク
ハンス・ウルリヒ・フォン・エッゲンベルク（ドイツ語: Hans Ulrich von Eggenberg、Herzog von Krumlov 1568年6月 - 1634年10月18日）は、ハプスブルク家オーストリアの政治家。エルベルスドルフ領主ザイフリート・フォン・エッゲンベルク（Seyfried von Eggenberg、1526年 - 1594年）の息子であり、バルタザール・エッゲンベルガー（1493年没）の曾孫である。エッゲンベルク家の一員であり、クルマウ公の爵位を得た。

## 生涯
ハンス・ウルリヒ・フォン・エッゲンベルクは1568年にグラーツで生まれ、プロテスタントとしての教育を受けた。しかし、彼の幼少期と青年期について知られていることは少ない。1583年、彼はドイツにおけるプロテスタントの中心地であるテュービンゲンに向かい、有名なプロテスタント大学であるテュビンガー大学で教育を受けた。エッゲンベルクと同時代のヨハネス・ケプラーもテュビンガー大学で教育を受けた後、グラーツで教師を務めている最中で初の著作である『宇宙の神秘』を書いた。テュビンガー大学で受けた教育は、エッゲンベルクが複雑なエッゲンベルク城を築いたことの礎となった。一方で彼はプロテスタント教育を受けたにもかかわらず、その後の経歴では神聖ローマ帝国における最も権勢のあるカトリック貴族となり、同族のループレヒト・フォン・エッゲンベルクをも越えるほどだった。
テュビンガー大学を卒業した後、当時の若い貴族が行う大旅行のグランドツアーをして、ネーデルラント、スペイン、イタリアといった帝国領を旅行した。父が1594年に死去すると、エッゲンベルクはグラーツに戻って家領を継承、その管理を行った。その直後にはグラーツにあるフェルディナント大公の宮廷に入り、政治生涯の始まりとなったが、宮廷入りに伴いカトリックに改宗して大公の厳しい対抗宗教改革政策を支持した。内オーストリアの宮廷ではフェルディナント大公の母マリア・アンナ・フォン・バイエルンの介入によりエッゲンベルクの影響力がさらに強いものだった。エッゲンベルクはフェルディナントより10歳年上だったが、2人はすぐに親友になり、その関係はエッゲンベルクが死去するまで続く。
フェルディナント大公は1619年にフェルディナント2世として神聖ローマ皇帝に選出された。エッゲンベルクは宮中顧問官首長（枢密院）および侍従長としてフェルディナント2世に仕え、三十年戦争の時期に最も影響力の強い政治家となった。彼は現代の首相と似たような立場にあり、フェルディナント2世は1619年から1634年までエッゲンベルクの助言なくして重要な政治決定を下さなかったとまで言われた。エッゲンベルクは三十年戦争の動乱という時期に常にフェルディナント2世に仕えた。

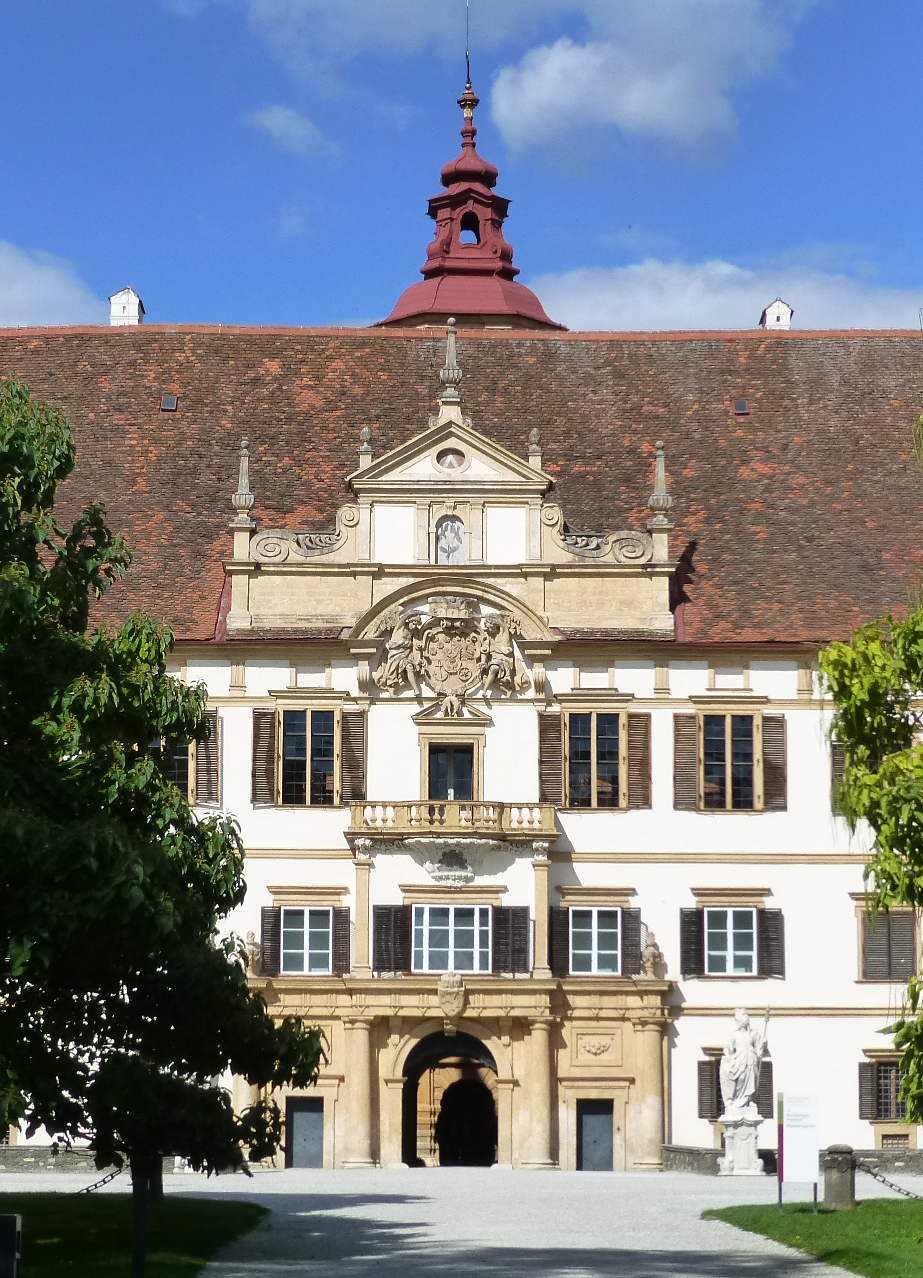
1625年から1635年まで建築されたエッゲンベルク城。中央にエッゲンベルク家の紋章がある。

フェルディナント2世はエッゲンベルクへの褒賞として爵位などを与えた。1598年、従兄のループレヒト・フォン・エッゲンベルクおよびエッゲンベルク家全体が男爵身分（Freiherrnstand）に引き上げられた。1620年にはスペイン王フェリペ3世がエッゲンベルクを金羊毛騎士団員に叙した。1623年、エッゲンベルクおよびエッゲンベルク家は帝国諸侯（フュルスト）に引き上げられた。1628年、エッゲンベルクはクルマウ公の爵位を得た。
エッゲンベルクの政治生涯は1625年に内オーストリアの総督（Gubernator）に任命されたことで頂点に達した。それ以降、彼は大公と同様の絶対な権力をもって内オーストリアを統治した。このような職に任じられたのはハプスブルク家以外の人間ではエッゲンベルクが唯一だった。
この職についたことで、彼は自分の新しい地位を示すために家族の居城であるエッゲンベルク城の改修を開始した。しかし、彼は改修が終わる前にgoutで1634年10月に死去した。彼は後継者のヨハン・アントン1世を残しており、ヨハン・アントン1世は父すら成し遂げられなかった、帝国議会で議席を得ることに成功した。

## 評価

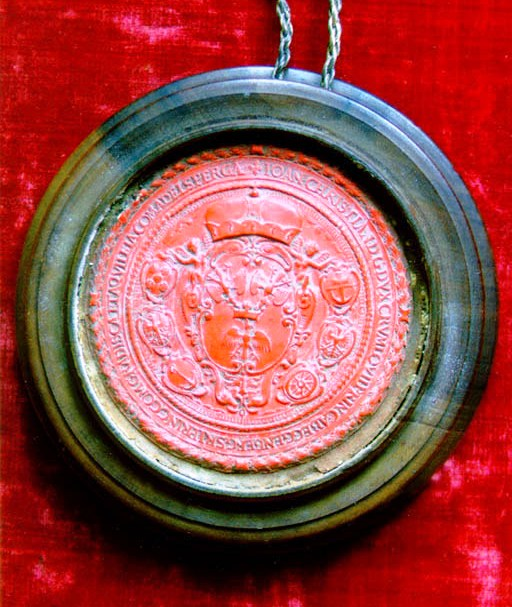
ハンス・ウルリヒ・フォン・エッゲンベルクの印章

エッゲンベルクは数々の困難に直面しながら、神聖ローマ帝国の政治家としてフェルディナント2世を導くことに成功した。彼は緩やかながら常に統一した「帝国」を目指しており、それを果たすには中央集権化して古くからの貴族の権利を削ぎ、および諸侯の自立傾向を食い止める必要があった。こうして、エッゲンベルクは専制君主としてのハプスブルク家の帝国を形作った。

## 死後
エッゲンベルクが建造させたエッゲンベルク城は2002年9月10日に発行された10ユーロの記念貨幣のモチーフとなっている。
また2006年9月には豊臣秀吉時期の大坂城を描いた「豊臣期大坂図屛風」がエッゲンベルク城に発見された。
2010年8月1日、国際連合教育科学文化機関はグラーツの市街-歴史地区の登録を拡張してエッゲンベルク城を追加した。